# 強烈熱帶風暴林茵 (1981年)
強烈熱帶風暴林茵（英語：Severe Tropical Storm Lynn，菲律賓大氣地球物理和天文服務管理局：Elang）是1981年太平洋颱風季中其中一個熱帶氣旋，風暴於7月3日形成，在7月7日消散，維持了約四日。林茵源自波納佩島附近的季風槽，自生成以後快速向西北偏西移動並增強，到達菲律賓北部時速度開始減慢，出海前後回復原來速度及重新發展，不過受風切變影響始終未能發展成颱風，且在臨近華南沿岸時再度減慢，最終它登陸中國大陸廣東省沿岸及即日消散。
林茵在一周內接著強烈熱帶風暴凱利影響菲律賓及華南地區，為早前凱利帶來的災情雪上加霜，菲律賓和廣東省均有人命及財產損失，菲律賓官方報告共有8人死、27人失蹤。它同時導致皇家香港天文台懸掛該年唯一八號烈風或暴風信號，持續近29小時，是1960年以來持續懸掛最長的八號信號。另外廣東省佛山市和廣西壯族自治區受大潮及大雨影響，災情較為嚴重，部分海堤和水庫受到損壞，總計約75人罹難、倒塌房屋近千間，還有不少堤圍崩決，橋樑沖崩，電桿吹斷。

## 氣象歷史
6月27日上午，西太平洋洋面上一個季風槽，其在波納佩島以南的較弱部分，出現已增強的雷暴活躍區域。受到前一個風暴凱利造成的垂直風切變影響，這個系統初時難以組織，到6月29日較後時間才能形成一個低壓區；7月2日較後時間，凱利對它的負面影響有所減輕，它得以進一步發展。它在7月3日上午發展為熱帶低氣壓，到了下午便增強為熱帶風暴，美國聯合颱風警報中心命名為林茵，皇家香港天文台隨後跟進，臺灣交通部中央氣象局亦將其升格為輕度颱風。
林茵自生成以後快速向西北偏西移動，然而其抵達馬尼拉以東的菲律賓北部邊緣後，速度開始減慢；此時，從南海而來的內流導致對流集中在菲律賓地形之上，並扭曲了它的對流模式。菲律賓大氣地球物理和天文服務管理局基於它逼近菲律賓，亦開始對其進行監測並給予其菲律賓名稱「Elang」。此風暴是凱利以來，三日內影響菲律賓的第二個熱帶氣旋，由於移速減慢，它花了約30個小時來橫過整個群島的北部，當地雷達圖顯示，它本來的中心在呂宋島曾轉向北移動，但因未能跨過呂宋中央山脈而消失，至於新的中心則在呂宋西部沿岸形成。
林茵直到7月4日晚才擺脫菲律賓島上的相互作用，並且回復原來強度及重新發展中心密集雲團區，同時加快了向西北穿越呂宋的步伐；進入南海後，組織繼續改善，皇家香港天文台在7月5日對其升格為強烈熱帶風暴。它持續南海向西北移動，可是因再次遇到風切變，始終未能發展成颱風。之後它保持其強度，經過東沙群島西南海域向中國大陸廣東省進發，臨近沿岸時再度減慢步伐，緩緩接近華南地區。7月7日早上，它經過上川島後，登陸廣東省台山縣，其結構迅速崩潰，美方、香港天文台及中央氣象局在同日均降格為熱帶低氣壓，同日在廣西壯族自治區南寧市附近減弱為殘餘低壓區。它帶來的大雨導致華南出現泥石流，成千上萬人無家可歸。在香港，大澳陣風風速曾達144公里每小時，在長洲也錄得118毫米的總降雨量。

## 影響

### 菲律賓
林茵經過菲律賓前三天，當地早已受到強烈熱帶風暴凱利侵襲，導致至少約兩百人死亡，隨著林茵接連影響當地，為災情雪上加霜。林茵正面吹襲菲律賓中部期間，巨浪襲擊沿海城市，那些地方逾四千人無家可歸，呂宋島東北部有十名漁民因風暴而死，由於風暴移轉較慢，且風尾帶來的風力加上洪水，使拯救工作更加困難。據皇家香港天文台事後報告指出，風暴最終引致17人死亡及6.5萬人無家可歸。菲律賓官方報告共有八人死、27人失蹤，經濟損失約800萬比索。

### 香港
- 當地評定巔峰強度分級：（HKO）
- 當地評定最大持續風速：110每小時（31每秒；59節）（十分鐘）
- 當地懸掛之最高熱帶氣旋警告信號： 八號東北烈風或暴風信號 /  八號東南烈風或暴風信號
- 最接近當地時間：1981年7月7日上午2時
- 最接近當地位置：天文台總部之西南約150公里

皇家香港天文台在7月5日上午10時45分懸掛一號戒備信號，隨著林茵增強及接近香港，風力開始增強，天文台在同日下午7時45分改掛三號強風信號。晚間境內轉吹東北風，開始開始受烈風影響，天文台在翌日上午5時30分改掛八號東北烈風或暴風信號。日間香港離岸受烈風程度的東北偏東風影響，但港內相對較受遮蔽，之後境內逐漸轉吹東南風，更多地區受烈風影響，天文台在同日下午10時正改掛八號東南烈風或暴風信號。天文台於7月7日上午2時錄得最低瞬時海平面氣壓999.6百帕斯卡，當時林茵最接近香港，距離香港約150公里。早上稍後林茵在廣東西岸登陸，天文台在上午10時15分改掛三號強風信號，再在下午2時15分除下所有信號。
是次八號信號持續近29小時，是1960年颱風瑪麗以來持續懸掛最長的八號信號，也為香港上班族帶來歷年來單一最長颱風假。因應林茵來襲，大部分港內航線、往返澳門及中國大陸的渡輪在7月6日起暫停，機場方面則共有25班航機取消及兩班延誤，股市及金銀業貿易場停市兩日。另外陸上交通包括地鐵及九廣鐵路在7月7日起提供有限度服務，當日晚上7時起除地鐵及九鐵外全部停頓。
風暴在香港共造成32人受傷，多數是因墜下之物件所致，另外在新界及離島區百多名露營人士要入住防風庇護站。鑽石山一間木屋遭山泥破牆而入，大門被堵，一人被困屋內，後來獲救；筲箕灣一個木屋區梯級塌下，其上有七間木屋，有五戶家庭要疏散。另外，九龍城聯合道臨時安置區百多間木屋因日久失修，屋頂漏水，甚至有一間木屋屋頂塌下，住戶及時走避，無人受傷，另有不少人暫住別處。總括而言，林茵帶來的災情不算嚴重，反為香港帶來至少約80毫米雨量或600萬立方米的雨水，等如全港約四日的耗水量，為當時香港供水稍微舒緩，不過水務署仍認為情況不太理想，呼籲市民節約用水，結果該年仍需要間斷實施制水，到翌年才結束。

### 中國大陸
- 當地評定巔峰強度分級：（CMA）
- 當地評定最大持續風速：30每秒（58節；110每小時）（二分鐘）
- 當地評定中心最低氣壓：980百帕斯卡（28.94英寸汞柱）

中國大陸廣東省當局透露，該年「第六號颱風」（指林茵）已於7月7日早上9時於台山縣廣海灣一帶登陸，風力達十一級，陣風十二級，隨後進入廣西壯族自治區及消散。廣東省西部如佛山、新會、中山、斗門等十個地區受災，其中佛山市受大潮疊加大雨影響，災情較為嚴重，部分海堤和水庫受到損壞，逾180萬畝早稻受淹或吹倒，甘蔗、香蕉、荔枝等農產品也遭到損失。另外，全省88縣市均普降大雨至暴雨，以致河水暴漲，310萬畝水稻受浸、沉船兩艘，另有5人死亡、倒塌房屋近千間，還有不少堤圍崩決，橋樑沖崩，電桿吹斷。因應林茵及前一個風暴凱利帶來的雙重影響，廣東省遭受不少人命及財產損失，廣東省人民政府方面已經號召幹部及群眾參與搶救工作，同時撥款和運送水泥、鋼材等物資以作重建。據反映，全省有3.4萬公頃水稻受浸，3.93萬公頃水稻倒伏，22.08萬公頃未收割早稻因而損失。倒斷電線桿1600餘根，屋塌957間。
廣西壯族自治區方面，則有5個地區、21個縣市、142個公社暴雨成災，農作受浸面積達11.16萬公頃，屋塌1.97萬間，70人罹難，116人受傷，沖垮橋樑1513座、坡壩河堤9189處。

## 註腳
1. ↑  包括日本氣象廳在內的全世界大部分區域專責氣象中心採用十分鐘持續風速衡量熱帶氣旋強度，但美國的聯合颱風警報中心採用一分鐘持續風速，兩個數值的換算比約為1比1.14。[3]

## 外部連結
- 1981年熱帶氣旋年刊 （页面存档备份，存于），皇家香港天文台
- 1981年熱帶氣旋最佳路徑 （页面存档备份，存于），中國氣象局
- . 國立情報學研究所. （英文）